# Daniel Svensson (futbolista)
Daniel Svensson (Estocolmo, 12 de febrero de 2002) es un futbolista sueco que juega en la demarcación de centrocampista para el Borussia Dortmund de la 1. Bundesliga.

## Selección nacional
Tras jugar en las categorías inferiores de la selección, finalmente hizo su debut con la selección absoluta de Suecia el 14 de octubre de 2024 en un partido de la Liga de Naciones de la UEFA 2024-25 contra Estonia que finalizó con un resultado de 0-3 a favor del combinado sueco tras un gol de Viktor Gyökeres y un doblete de Sebastian Nanasi.

## Clubes
| Club               | País      | Año       | Partidos | Goles |
| ------------------ | --------- | --------- | -------- | ----- |
| IF Brommapojkarna  | Suecia    | 2020      | 9        | 1     |
| F. C. Nordsjælland | Dinamarca | 2020-2025 | 153      | 8     |
| Borussia Dortmund  | Alemania  | 2025-     | 21       | 2     |